# 性腺间质肿瘤
性腺间质肿瘤（Sex cord-gonadal stromal tumour）或称性索基质肿瘤、性索间质肿瘤（sex cord-stromal tumour），是一类病发于卵巢或睾丸间质部分的肿瘤，它包含颗粒细胞、卵泡膜细胞和纤维细胞。这种疾病占卵巢癌的8%，不到睾丸癌的5%。对这种肿瘤的精确诊断只能依赖活检，并常为恶性肿瘤，在绝经妇女中常见到实体卵巢肿瘤。
对男性而言，此类肿瘤非常罕见，远少于睾丸生殖细胞瘤；对女性而言，也稍少于卵巢生殖细胞瘤。

## 类型
肿瘤会因为其表现和细胞组成，而具备不同特征：
| 组织学意义上性腺间质肿瘤分类 | 组织学意义上性腺间质肿瘤分类 | 组织学意义上性腺间质肿瘤分类 | 组织学意义上性腺间质肿瘤分类 | 组织学意义上性腺间质肿瘤分类 |
|                              |                              | 细胞或组织位置               | 细胞或组织位置               | 细胞或组织位置               |
| 卵巢                         | 睾丸                         | 混合                         |                              |                              |
| ---------------------------- | ---------------------------- | ---------------------------- | ---------------------------- | ---------------------------- |
| 细胞或组织类型               | 性索                         | 卵巢颗粒细胞瘤               | 睾丸支持细胞瘤               | 两性母细胞瘤                 |
| 细胞或组织类型               | 基质细胞                     | 卵泡膜细胞瘤、纤维瘤         | 间质细胞瘤                   | 两性母细胞瘤                 |
| 细胞或组织类型               | 混合                         |                              | 支持间质细胞瘤               | 两性母细胞瘤                 |

尽管性格差异导致不同的器官组织，但是一类肿瘤仍然可以病发于另一性别患者身上。因此，根据特定的组织学分析，这类肿瘤可能会导致女性的男性化或男性的女性化。
- 卵巢颗粒细胞瘤，由颗粒细胞组成并常见于卵巢。20%的女性患者均为恶性转移肿瘤。病发年龄为50-55岁，并伴有绝经期后阴道留血。一类相似但是不同的肿瘤“青少年卵巢颗粒细胞瘤”则病发于前月经期的女性，并伴有性早熟特征。对这两类人群中，阴道留血是因为肿瘤自身的雌性激素分泌有关。 对于老年妇女而言，通常采取子宫切除术并同时切除双侧卵巢。对青少女患者，如果没有发生恶性癌症转移，则采取保留生育功能的手术。

- 支持细胞瘤，由支持细胞组成，并常见于睾丸；这类肿瘤病发于男性或女性患者。

- 泡膜细胞瘤由卵泡膜（英语：theca of follicle）组成，通常病发于卵巢滤泡，肿瘤通常是原发性且单侧的。它通常分泌雄性激素，女性患者从而常会显出多毛症或男性化特征。

- 间质细胞瘤，由间质细胞组成，通常病发于睾丸，并分泌雄性激素。

- 支持间质细胞瘤，由支持细胞和间质细胞组成，尽管这两类细胞常见于睾丸中，但这种肿瘤也可能发生于女性卵巢中。

- 两性母细胞瘤，是一类非常罕见的肿瘤，病发于卵巢和睾丸中。通常它由成熟颗粒细胞和支持细胞组成[2][3]；但也有分析声称含有未成熟颗粒细胞[4]。它通常见于卵巢中，而在睾丸的情况则非常罕见[5]。由于案例非常罕见，对其恶性趋势的研究仍然未知。

- 性腺肿瘤伴有环形小管，这类非常罕见的肿瘤可能与黑斑息肉病或其他的疾病有关。

## 相关
- 性索（英语：Sex cord）
- 卵巢基质（英语：Stroma of ovary）